# 国际千克原器

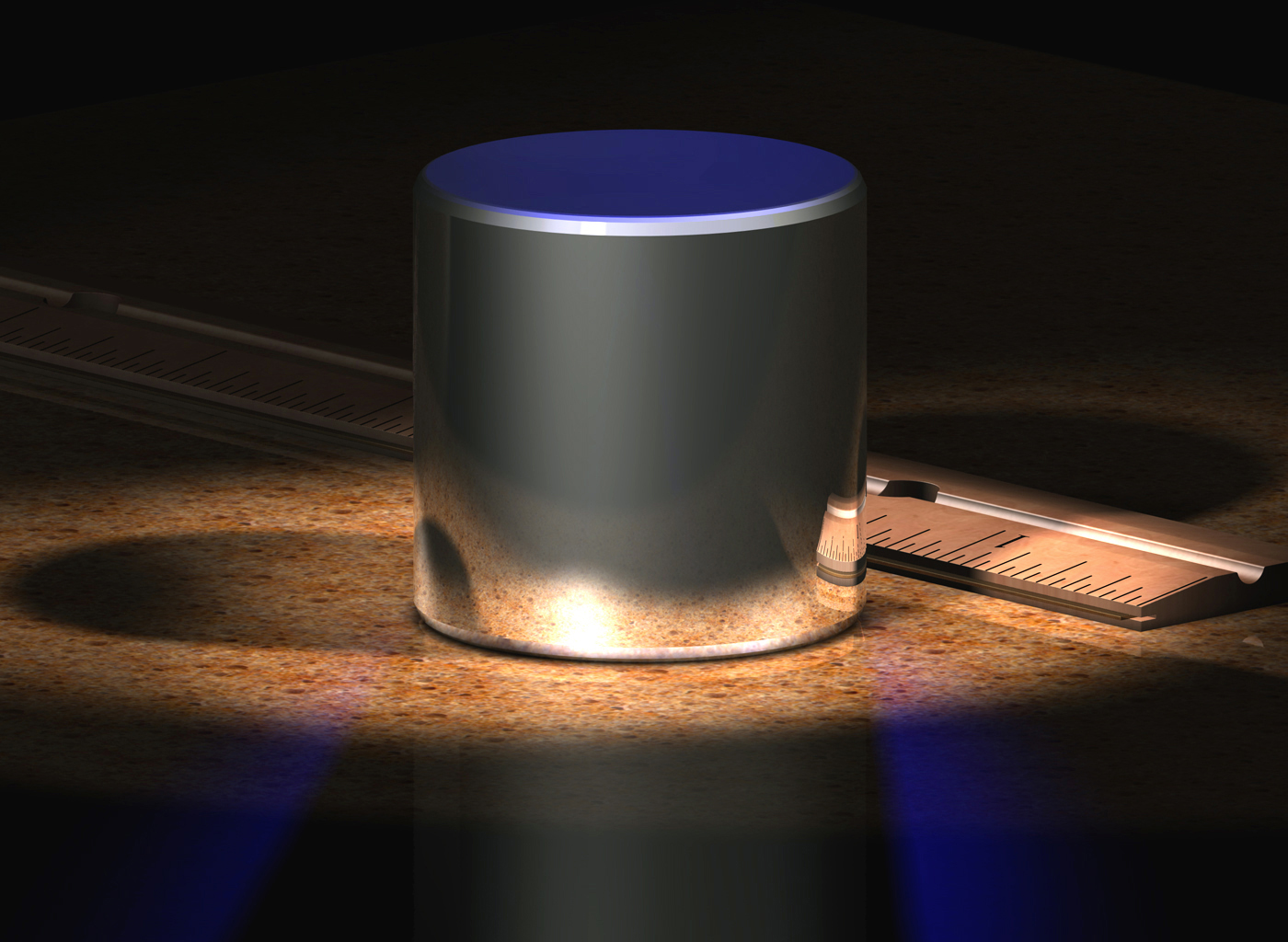
圖為國際千克原器的電腦圖像（CG）。國際千克原器就是千克。旁邊是一把以英寸為單位的間尺。國際千克原器以鉑銥合金製成，現存放於法國巴黎郊區的國際計量局（BIPM）。跟其他原器一樣，國際千克原器的邊緣上各有一道四角凹槽，作用是將腐蝕最小化（雖然圖中只能看見當中的三個角）。

國際公斤原器（International Prototype of the Kilogram，簡稱IPK）曾经是世界质量单位「千克」的標準砝碼。2018年11月16日通过了新版国际单位制之後，原器已不再使用。目前存放於法國巴黎國際度量衡局中。
國際公斤原器以鉑銥合金鑄造，因為鉑銥合金有膨脹率低、不易氧化等特點。

## 概述
自1889年起，國際單位制將千克的大小定義為跟國際千克原器（在專業度量衡學中很多時候會把它縮寫為“IPK”）的質量相等。IPK由一種鉑合金製成，這種合金叫，即90%鉑及10%銥（按質量比）；然後把這種合金用機器造成39.17mm的直立圓柱體（高度=直徑），這樣做可以把表面積減至最低。比起純鉑的檔案局千克，新加進去的10%銥改善了硬度，但同時保留鉑的許多長處：對氧化的高度抵抗性、極高密度、良好的導電與導熱性以及低磁化率。IPK與其六件姐妹複製品都被存放在國際計量局位於巴黎郊區的總部下層的儲藏室內，有環境監控的保險箱裏。（見下面的外部圖片）開啓保險箱需要三條被分開保管的鑰匙。IPK的正式複製品可供其他國家作为其全國標準之用，這些複製品大约每50年就要跟IPK比對一次。
IPK是1879年製造的三個圓柱體之一。1883年，IPK的質量被發現跟八十四年前的檔案局千克的一致，並在1899年的第一屆國際度量衡大會中被正式指定為千克。維也納標準海水（有嚴格同位素控制的純淨水）密度的現代測量指出一立方分米的水，在最大密度時（3.984）比一千克只差25.05ppm。這個微小的差別，與IPK跟檔案局千克質量一致這個事實，說明了超過209年前科學家們在量度水密度及製造檔案局千克的技藝是相當高超的。

## 穩定性

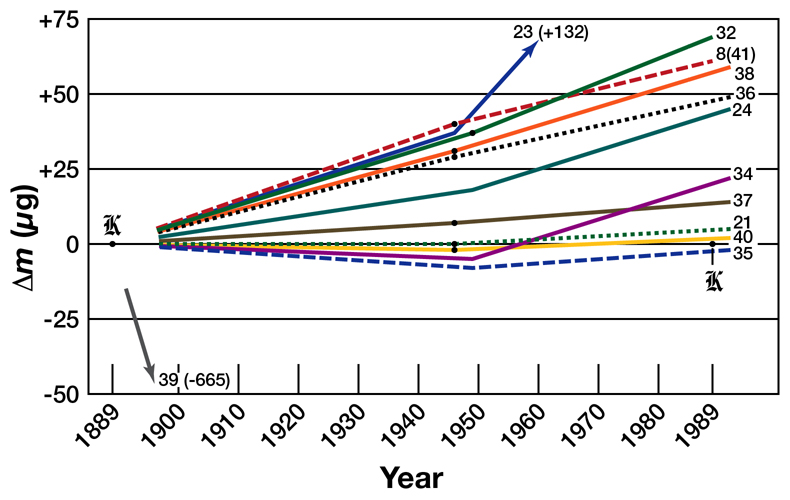
圖為各原器隨時間的質量變動，其中K21–K40為各國的國家原器，K8(41)號原器被偶然地標成了41號，但它的配件都帶有正確的編號8。由於並沒有被標為8號的原器，這個原器就被稱為8(41)號。所有質量變動都是相對於IPK的。以上的量度都是相對的，无法判定以上哪個原器是相對於大自然最穩定的歷史數據。很有可能地，在這100年間所有原器的質量都增加了，而K21、K35、K40及IPK只是比其他的增加得較少而已。

定義上來說，IPK質量的量度值誤差為整零；IPK就是千克。然而，IPK因時間而成的質量變量，可經由比對世界各地正式複製品質量判定出來，這個過程被稱為“定期核准”。例如，美國擁有四個90%鉑/10%銥的千克標準儀，其中K4和K20是1884年製的原批中四十個複製品的兩個。K20被指定為美國的國家首席標準。這兩個原器，跟其他國家的一樣，都要定期送回BIPM作質量核准。
需要指出的是，沒有一個複製品的質量準確地等於IPK；它們的質量經過校準，得出的偏差值會被存檔。比方說，美國的國家首席標準K20，1889年最初的正式質量為1kg − 39µg；也就是說K20比IPK輕39µg。1999年的上一次核准指出其質量準確地等於1889年的原值。跟這種小差異相當不同的是，美國的檢核標準，K4的質量持續地相對於IPK下降——這都是有原因的。檢核標準比首席標準要常用得多，所以很容易被刮及受到各種磨損。K4最初送抵時的正式質量為1kg − 75µg，但到1989年經正式校準後質量為1kg − 106µg，而十年後則是1kg − 116µg。在這110年間，K4相對於IPK輕了41µg。
除檢核標準可能受到的一般磨損外，就算被小心收藏的國家原器也會因不同的原因而產生相對於IPK的質量變動，當中原因有已知的，也有未知的。由於IPK與它的複製品都被存放於空氣中（儘管有兩層或以上的鐘罩），它們還是會經由表面吸附大氣層中的灰塵而獲得質量。因此會用一種稱為“BIPM清潔法”的手續來清潔它們，這種方法是BIPM於1939至1946年間開發的，當中手續有用沾有等量乙醚和乙醇的油鞣革輕輕擦拭，用蒸餾過兩次的水進行蒸氣清潔，以及讓原器在核准前先放7至10天。
至2011年，国际千克原器的重量可能减少了大约50微克。

## 全球各地的原器

### 台灣
目前在台灣高雄市三民區的國立科學工藝博物館中有一公斤副原器，其為日治時期所遺留，原交由度量衡檢驗所管理，轉由經濟部標準檢驗局，之後於2001年捐贈給科學工藝博物館。
國家度量衡標準實驗室於1995年向國際度量衡局購得國際質量最高標準之鉑銥公斤原器，編號78號，為現今中華民國之國家質量二級標準。

### 中国大陆
中国大陆的千克原器是1965年从英国引进的，编号为No.60，1986年被批准为国家质量基准，编号：GJJ（力）0101。
千克作证基准砝码是质量基准的组成部分，是1984年从英国引进，编号为No.64，1986年批准为质量作证基准，编号：GJJ（力）0151。
千克副基准砝码是1967年由中国计量科学研究院自行研制，编号为No.9，它是直径与高相等的直圆柱体，材料为不锈钢，体积为126.6006立方公分，质量标称值为1kg。1967年首次检定结果为1kg-1.94mg，检定精度为 0.04mg。1986年批准为质量副基准，编号：GJJ（力）0152。

### 香港
香港特區政府創新科技署轄下的標準及校正實驗所擁有國際千克原器的第75號複製本，用作香港的質量參考標準及普及質量單位。

## 資料來源
1. 1 2  New Techniques in the Manufacture of Platinum-Iridium Mass Standards, T. J. Quinn, Platinum Metals Rev., 1986, 30, (2), pp. 74–79
2. ↑  Water Structure and Science, Water Properties, Density maximum (and molar volume) at temperature of maximum density, a (by London South Bank University). Link to Web site. （页面存档备份，存于）
3. ↑  The Third Periodic Verification of  National Prototypes  of the Kilogram (1988–1992), G. Girard, Metrologia 31 (1994) 317–336
4. ↑  The other two Pt‑10Ir standards owned by the U.S. are K85, which is used for watt balance experiments (see Watt balance, above), and K650, which was an early attempt with a new series of prototypes (K64–K80) that were diamond-turned directly to a finish mass. K650 has a density of 21.53537 g/ml, which is normal for Pt‑10Ir alloy. However, as its finished mass was roughly 2000 µg less than one kilogram, it is unsuitable for use as a national prototype and is instead known as a mass : K651, K690, and K691.
5. ↑  運輸原器需要極其小心。1984年，原器K4和K20就被人手帶進商業客機的乘客艙。
6. ↑  The Kilogram and Measurements of Mass and Force, Z. J. Jabbour et al., J. Res. Natl. Inst. Stand. Technol. 106, 2001, 25–46 (3.5 MB PDF, here （页面存档备份，存于）)
7. ↑  Before the BIPM’s published report in 1994 detailing the relative change in mass of the prototypes, different standard bodies used different techniques to clean their prototypes. The NIST’s practice before then was to soak and rinse its two prototypes first in benzene, then in ethanol, and to then clean them with a jet of bi-distilled water steam.
8. ↑  秋凌. . 科学网. 2011-01-28  [2011-01-30]. （原始内容存档于2013-04-12）.
9. ↑  . 工業技術研究院.   [2023-02-12]. （原始内容存档于2023-02-12）.
10. ↑  国家计量院NIM质量基准[永久]
11. ↑  .   [2014-11-05]. （原始内容存档于2014-11-05）.

## 外部連結
- 中国计量科学研究院力声学基标准（页面存档备份，存于）